# Rosian Dermanski
Rosian Ognjanow Dermanski (bg. Росиан Огнянов Дермански; ur. 28 marca 1995) – bułgarski zapaśnik walczący w stylu klasycznym. Zajął trzynaste miejsce na mistrzostwach świata w 2022. Piętnasty na mistrzostwach Europy w 2021. Szesnasty w indywidualnym Pucharze Świata w 2020. Brązowy medalista akademickich MŚ w 2018. Trzeci na MŚ U-23 w 2017 roku.